# Vive l'Empereur !
Pour l’article homonyme, voir Vive l'empereur !.
Vive l'Empereur ! ou le Soir d'Austerlitz est une comédie en cinq actes de Sacha Guitry créée au théâtre de la Madeleine le 11 mai 1941. Elle est à nouveau donnée en février-mars 1954 à Bruxelles, au Théâtre royal du Parc.

## Distribution (1941)
- Sacha Guitry : Casimir
- Marguerite Pierry : Mélanie
- Francoeur : M. Lhoreillé
- Jean Fleur : M. de Joncieux
- René Fauchois :	M. Daguerre
- Jeanne Fusier-Gir : Mme de Joncieux
- Yvette Lebon : Sophie
- Georges Lemaire : un jardinier
- Léon Whalter : Roger Privat de Fresseline
- Geneviève Guitry :Gisèle